# Sy Parrish
Seymour "Sy" Parrish es un personaje ficticio creado por Mark Romanek, para la película que el dirigió en el año 2002: One Hour Photo. En esta película, Parrish es interpretado por Robin Williams.

## Historia
Sy Parrish es un técnico en un laboratorio fotográfico del centro comercial SavMart. El trabajo es prácticamente su vida, ya que no tiene ningún familiar. Es por esto que Parrish se concentra exageradamente en las fotos, teniendo la idea de que todas las fotografías que el revele deben quedar perfectas. Sy conoce de memoria a todos sus clientes, sin embargo, se siente fascinado partícularmente por la familia Yorkin, de quiénes ha revelado sus fotos por años. Con el tiempo, Sy ha desarrollado una obsesión exagerada por esta familia, a tal grado de liberar sus traumas del pasado, mediante fantasías en donde él se siente miembro de la familia. Parrish admira la felicidad que encuentra en las fotografías de los Yorkin y los califica como "la familia perfecta". Pronto comienza a ilusionarse por el "amor" que según el siente por ellos, sin embargo la familia no lo ve más que un fotógrafo que tal vez se considere un amigo. Pero él trata de ir más allá de eso, él sueña con ser el "Tío Sy" y trata de hacer todo por la familia. Sy ha juntado todas las fotografías familiares desde hace años teniendo tapizada con ellas su pared de su pequeño cuarto de TV de su casa. Luego Sy comienza a espiar a la familia creyendo que está logrando su objetivo. Pero Bill Owens, su jefe en SavMart lo despide al descubrir que Sy ha impreso sus propias copias de fotografías de clientes. Sy intimida a Owens fotografíando a la hija de este y enviándole las fotos. Owens mete una demanda en su contra. Todo cambia completamente cuando Sy descubre que el padre de la familia Yorkin le es infiel a su esposa, destruyéndose entonces su concepto de "familia perfecta" y comenzando a querer hundir a este, persiguíendolo en el hotel donde se encuentra con su amante y obligándolos a dejarse fotografiar por el mientras mantienen relaciones sexuales. Sin embargo, gracias a la demanda de Owens, Sy es arrestado y la familia Yorkin descubre la obsesión que Sy tenía hacia ellos. Cuando Sy es entrevistado en la oficina de policía, confiesa que su padre lo obligaba a realizar pornografía infantil por lo que desarrollo dos traumas: hacía las fotografías y hacia una familia perfecta. Nunca se supo si Sy fue liberado o terminó preso por amenaza.

## Premios y reconocimientos

### Premios Saturn 2002
- Robin Williams: Mejor actor.

- Datos: Q2890841